# Закон Станга
Зако́н Ста́нга — фонетический закон, открытый Христианом Стангом. Согласно этому закону группа из двух сонорных, закрывающая последний слог слова, подвергалась упрощению путём утраты первого сонорного и заменительного удлинения предшествующей гласной.
Примеры:
- пра-и.е. *djeum (небо) (винительный падеж) > *djēm > ведич. санскр. द्याम् (IAST: dyām), др.-греч. Ζήν или Ζῆν, лат. diem;
- пра-и.е. *gʷoum (быка) (винительный падеж) > gʷōm > ведич. санскр. गाम् (IAST: gām), др.-греч. βῶν.